# آندره ری (روان‌شناس)
آندره ری (انگلیسی: André Rey) زاده ۱۹۰۶ و مرگ ۱۹۶۵م، یک روان‌شناس سوئیسی بود. وی از پیشگامان روان‌شناسی کودک محسوب شده و آزمونهای پیشنهادی وی که بعضاً توسط روانشناسان دیگری تکمیل شده‌اند، امروزه به صورت گسترده‌ای کار برد دارند. از جمله آزمون شکل پیچیده ری-اوستریت که در سال ۱۹۴۴م، توسط پل الکساندر اوستریت تکمیل و به یک آزمون استاندارد در معاینات عصبی و روانی تبدیل شد.

## آزمون شکل پیچیده ری-اوستریت

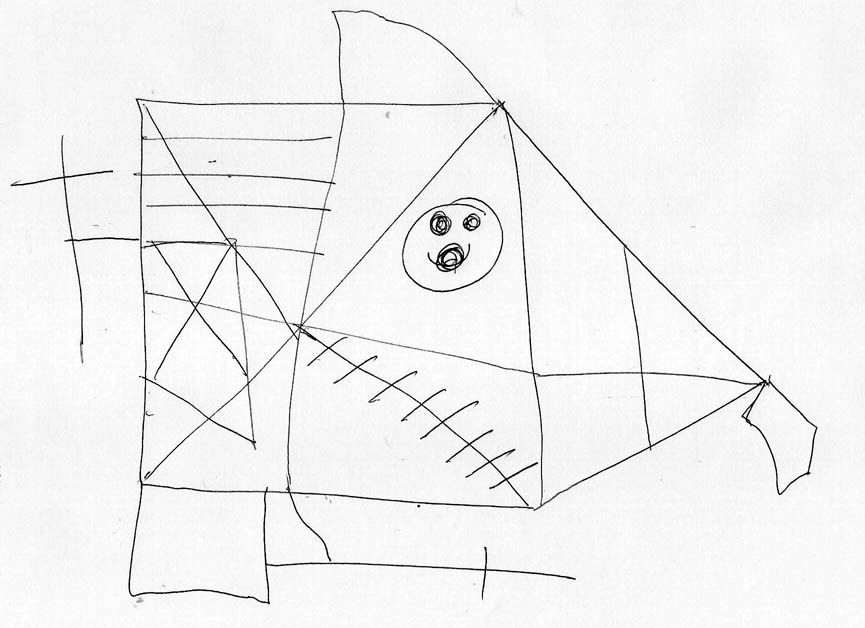
نمونه ای از حاصل کار آزمون که تصویری است که توسط یک کودک بازسازی شده‌است.

در این آزمون که ابتدا در سال ۱۹۴۱م، توسط آندره ری پیشنهاد شده بود، از متقاضی می‌خواهند که همزمان با نگاه کردن به یک الگوی نسبتاً پیچیده از خطوط، تا حد ممکن به صورت دقیق این تصویر را به وسیله مدادی بر روی قطعه ای کاغذ، باز سازی کند. سپس از متقاضی درخواست می‌شود تا بدون نگاه کردن به الگو و تنها با اتکا به قوه حافظه بار دیگر همان شکل را رسم کند. به این ترتیب با توجه به حاصل کار و میزان دقت، قوای درک و بازده تصویر در شخص ارزیابی شده و با توجه به سن متقاضی نارسایی‌های غیرعادی شناسایی می‌شوند.